# Батагай
Батага́й (якут. Баатаҕай) — посёлок городского типа, административный центр Верхоянского улуса Якутии. Административный центр городского поселения Посёлок Батагай.

## География
Находится на севере Якутии, на правом берегу реки Яна.
Климат
Резко континентальный. Климат весьма зависим от циклонов и климатических фронтов, приходящих с Севера за счёт отсутствия естественных природных барьеров от ветров Северного Ледовитого океана. Выше по течению реки Яна в Верхоянске находится Полюс холода северного полушария.

## История
С 1934 года в районе велись поиски промышленных запасов олова по линии ЯОСОНР — Якутского отделения Союзоловоникельразведки. Примерно с 1938 года преобразованного в Якутолово во главе с П. А. Трохачевым. Батагай был основан в 1939 году в связи с открытием и разработкой месторождений олова.
В 1940 году, исходя из соображений быстрого и постоянного обеспечения строительства рабочей силой, был организован Якутский НКВД СССР. Посёлок возводился ссыльными лагерей Севвостлага, позднее Янлага.
В марте 1941 года все промышленные объекты Яны были переданы в состав ДальСтроя НКВД СССР и в его составе образовалось ЯГПУ — Янское горно-промышленное управление (смотреть раздел Экономика).
Уже в 1945 году Батагай получил статус рабочего посёлка.
В посёлке действовала средняя школа. В 1968 году была открыта ещё одна, вторая по счёту, восьмилетняя школа
- 1974 — самолёт Ан-22 (Антей) доставил груз в Батагай.
- 1975 — строительство телевизионной станции Орбита.
- 1976, май — окончание строительства станции Орбита. В посёлке появилось телевидение.

Посёлок пострадал от наводнений в 2004 и особенно в 2005 году. Были разрушены многие улицы посёлка и дороги, связывающие посёлок с другими населёнными пунктами улуса. Пострадали коммуникации, жилые дома.
В 2015 году открылась солнечная электростанция.

## Население
| 1959  | 1968    | 1970  | 1979  | 1989  | 2002  | 2009  |
| ----- | ------- | ----- | ----- | ----- | ----- | ----- |
| 5821  | ↗10 000 | ↘6318 | ↗6414 | ↗8385 | ↘4589 | ↘4187 |
| 2010  | 2011    | 2012  | 2013  | 2014  | 2015  | 2016  |
| ↗4369 | ↘4334   | ↘4173 | ↘4030 | ↘3847 | ↘3801 | ↘3674 |
| 2017  | 2018    | 2019  | 2020  | 2021  | 2023  |       |
| ↗3676 | ↘3647   | ↘3559 | ↘3549 | ↗3753 | ↗3759 |       |

## Экономика
- ЯГПУ — Янское горно-промышленное управление. Головное предприятие находилось в Батагае. Шахта, рудник и геологи относились к этому управлению. Позднее переименованному в ЯнРайГРУ (Янское районное Геолого-Разведочное Управление), переименованное в ЯнГРУ и ЯнГРЭ (Янская Геологоразведочная Экспедиция).
- В 1941 году началось строительства фабрики. Фабрику строили ссыльные лагерей. В 1943 году обогатительная фабрика (фабрика № 418) по производству оловянного концентрата вступила в строй. Руду добывали в месторождении Эге-Хайя (Эсэ-Хайя). Воду на фабрику поставляли из Яны. Водопровод в две нити из 5-6 дюймовых труб и паровой нитки в деревянном коробе. Одна нитка рабочая, другая — дублёр на случай аварии. В 1974 месторождение Эге-Хайя иссякло. На протяжении 2 лет, то есть до 1976 года, руду возили из другого источника (гора Кестёр[26]). Потом фабрику закрыли.
- Автобаза
- В июне 2015 года компания РАО Энергетические системы Востока ввела в строй первую очередь солнечной электростанции Батагай мощностью 1 МВт. В дальнейшем предполагается увеличение установленной мощности станции до 4 МВт[27].

## Транспорт
- Через посёлок проходит автодорога «Яна», сквозное движение возможно только в зимний период (автозимник), участок с твёрдым покрытием — до Эсэ-Хайя. Связан автодорогой с Верхоянском. В 1988 году был поставлен памятник водителям Янской автобазы в память о первых автозимниках (1938—1988) на автомобиле ЗИС-5 (так называемая трёхтонка)
- Аэропорт
- Речная пристань

## Батагайский термокарстовый кратер
Батагайский термокарстовый кратер, или Батагайка — термокарстовая котловина в многолетней мерзлоте у подножия горы Киргилях в 7 км от посёлка Батагай. Она появилась в 1960 годах после того, как к юго-западу от посёлка Батагай вырубили участок тайги. Глубина кратера составляет до 100 метров, ширина — 800 метров, длина — более километра. В Батагайском термокарстовом кратере учёными из Северо‐Восточного федерального университета и японского университета Киндай в 2009 году были найдены хорошо сохранившийся трёхмесячный жеребёнок возрастом 44000 лет и ископаемые остатки детёныша бизона. Также в Батагайке нашли кости мамонтов и оленей.

## Люди, связанные с посёлком
- Владимир Петрович Политов — российский певец, музыкант, солист группы На-На, заслуженный артист России.
- Константин Константинович Ильковский — депутат Государственной Думы Федерального Собрания Российской Федерации VI созыва, губернатор Забайкальского края.
- Сергей Анатольевич Кубасов — советский и российский скульптор, член Всероссийской академии художеств, заслуженный художник России.

## В культуре
Название посёлка фигурирует в ситкоме «Осторожно, модерн! 2» в серии под названием «Козни Зины и девушка-чукча».